# República de Alba
La República de Alba o del Piamonte fue una «república hermana», un estado satélite de la Primera República Francesa, proclamada el 26 de abril de 1796. El 19 de abril de 1801 la República fue anexionada a Francia.
Otra República de Alba fue proclamada en la ciudad de igual nombre en el Piamonte (Italia) el 10 de octubre de 1944. Quedó disuelta el 2 de noviembre de 1944.

## Bandera (1796-1801)

Bandera de la República de Alba 1796-1801 (horizontal).

Bandera de la República de Alba 1796-1801 (vertical).

La bandera de la República fue diseñada por Juan Antonio Ranza, quien dijo que el azul y el rojo eran por Francia y el naranja por el árbol del escudo de Piamonte. Los colores se usaron en horizontal o vertical.
- Datos: Q2264074